# 見世棚
見世棚（店棚、みせたな）とは、室町・戦国時代における商品を販売・陳列する方式。

## 概要
軒端に棚を設けて商品を並べて販売し、路上で商う立売（たちうり）と対比された。『洛中洛外図屏風』にも描かれ、おもに鎌倉時代には「見世棚」、室町時代以降には「店棚」と表記された。
（骨董集、〇二三）